# 藤沢もやし
藤沢 もやし（ふじさわ もやし）は、日本の漫画家。2015年、『ファムファタルと昼食を』がハツキス新人マンガ賞第1回大賞を受賞しデビュー。2022年より『週刊ヤングマガジン』（講談社）にて『私のアリカ』の原作を務めた。

## 作品リスト

### 連載
- 17歳の塔（『ハツキス』2015年7月号[3] - 2016年11月号[4]）
- 御手洗家、炎上する（『Kiss』2017年5月号[5] - 2021年6月号）
- 私のアリカ（漫画：隈屑。、『週刊ヤングマガジン』2023年2・3合併号[2] - 2024年17号[6]→『ヤンマガWeb』2024年4月15日[6] - 2024年8月19日[7]） - 原作担当[2]。
- 誰そ彼のひと（『Kiss』2023年9月号[8] - ）

### 読み切り
- ファムファタルと昼食を（『ハツキス』ホームページ上で発表） - デビュー作。『17歳の塔』のプロローグにあたる読切で、同作の単行本第1巻に収録。
- 今日も放課後、ユキちゃんと（『Kiss』2022年5月号[9]）

### 書籍
- 『17歳の塔』、講談社〈KC Kiss〉2016年、全2巻
- 『御手洗家、炎上する』、講談社〈KC Kiss〉2017年 - 2021年、全8巻
- 『私のアリカ』、漫画：隈屑。、講談社〈ヤングマガジンKCスペシャル〉2023年 - 2024年、全6巻、原作担当[2]

## 師匠
- 高橋留美子[1]

『17歳の塔』の単行本第1巻が発売する時に絶賛コメントを貰った。